# أكسل خواريز
أكسل خواريز (بالإسبانية: Axel Juárez) (29 يوليو 1990 في الأرجنتين - ) هو لاعب كرة قدم أرجنتيني في مركز الوسط. لعب مع ديفنسا خوستيكا ونادي سان لورينزو وVenados F.C. ‏ وIndependiente Rivadavia ‏.

## وصلات خارجية
- أكسل خواريز على موقع قاعدة بيانات كرة القدم.إي يو (الإنجليزية)
- أكسل خواريز على موقع Soccerway.com (الإنجليزية)